# 轉移法

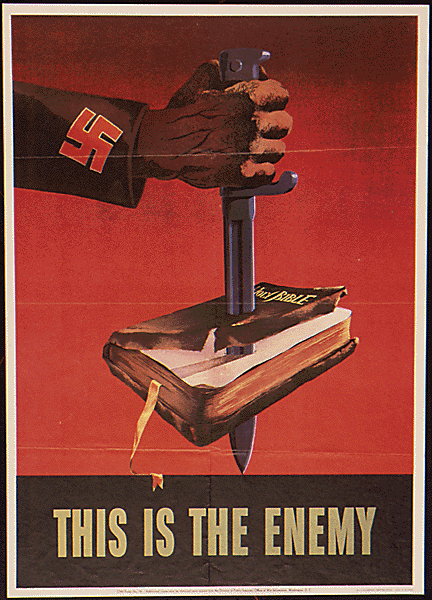
海報中的納粹的短劍刺入聖經，同時兩種符號應用在宣傳上

轉移法是一種宣傳及廣告的技巧，它將正面或負面的人格特質、個體特性或價值觀（個人的、組織的、國家的等等）投射或連結到別的人、事、物上，讓後者更容易被接受，或，降低其可信度。
轉移法將人類對於某些事物信賴或厭惡轉移到其他事物上，使其更容易被接受，或，被排斥。在西方世界中，人民通常會敬畏宗教或國家，一旦宣傳者能夠讓教會或國家認可某項活動，他同時也將教會或國家的威信或名望轉移到特定活動上，而民眾可能因此接受一個原先他可能會反對的活動。
宣傳研究中心認為，符號經常被轉移法使用，例如代表基督教的十字架、代表國家的國旗、或在漫畫中經常反映美國大眾意見的山姆大叔等等，這些符號都會牽動人們的情緒。一旦人們看到這些符號，他對於國家或宗教的複雜感覺就會在極短的時間內被喚起。一旦一個政論漫畫家畫出一幅山姆大叔反對失業救濟金預算的漫畫，美國人可能就會感覺整個美國都反對該預算。同樣的，一旦漫畫中的山姆大叔支持這項預算，美國人也會感覺到所以美國人民都支持這項預算。也因此，轉移法同時可以使用在支持與反對特定的事物上。
除了宗教、國家外，在廣告中，科學與醫學也是經常被轉移法使用的符號。例如感冒藥廣告可能會請閱聽人「進入醫學的殿堂」，而推銷止痛藥的電視廣告演員也可能身穿純白實驗衣。

## 案例
- 台灣民進黨曾經於2001年時製作選舉廣告 （页面存档备份，存于），以長達10秒的納粹希特勒畫面影射國民黨前主席李登輝為獨裁領導人，後遭美國反誹謗聯盟、以色列駐台辦事處、德國在台協會抗議，但時任民進黨文宣部主任的鄭運鵬解釋該廣告係出於幽默。 （页面存档备份，存于）

## 外部連結
- Sourcwatch: Transfer （页面存档备份，存于）
- Propaganda Critic: Transfer